# Tatrzańska Polanka

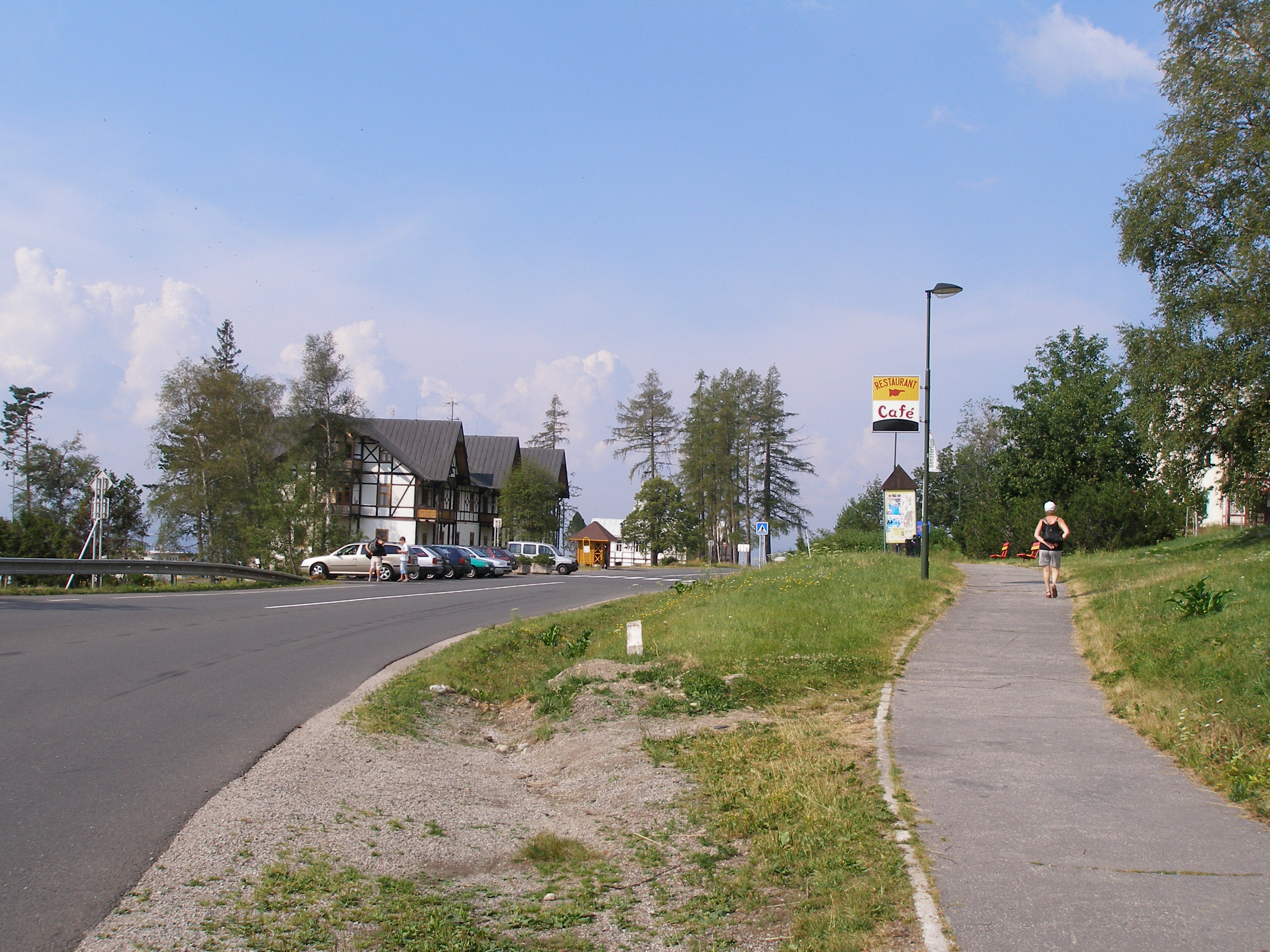
Tatrzańska Polanka

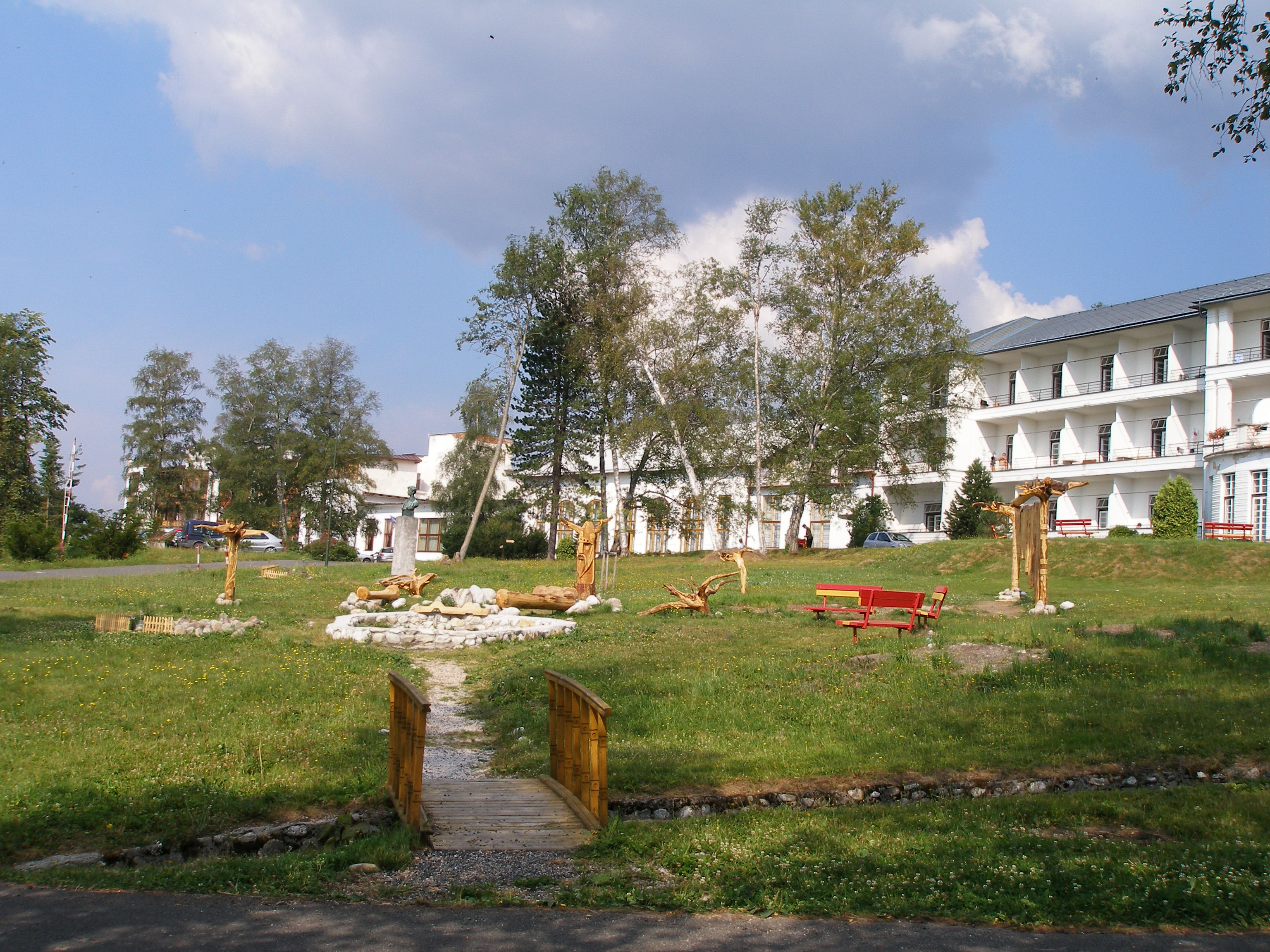
Tereny sanatoryjne w Tatrzańskiej Polance

Tatrzańska Polanka, dawniej Westerów (słow. Tatranská Polianka, dawniej Weszterovo, niem. Weszterheim, węg. Tátraszéplak) – osiedle u południowych podnóży Tatr Wysokich na Słowacji, położone przy Drodze Wolności między Tatrzańskimi Zrębami a Nową Polanką. Administracyjnie należy do miasta Wysokie Tatry.
Tatrzańska Polanka znajduje się na poziomie 1010 m n.p.m. przy wylocie walnej Doliny Wielickiej, nieco na wschód od Wielickiej Wody spływającej tą doliną. Nad miejscowością wznoszą się szczyty Gerlachu i Sławkowskiego Szczytu. Tatrzańska Polanka jest oddalona o ok. 4 km od Starego Smokowca i o 13 km od Szczyrbskiego Jeziora.
Osiedle ma charakter uzdrowiskowy, nie ma w niej infrastruktury turystycznej. Pierwsze ślady bytności człowieka na tym obszarze pochodzą z przełomu naszej ery, kiedy na terenie dzisiejszej Słowacji przebywał lud kultury puchowskiej. Pierwsze budynki osady powstały w 1884 r., a dzisiejsze uzdrowisko zostało założone w 1888 r. przez szwagrów: Paula Wesztera, Michaela Guhra seniora (ci dwaj z Wielkiego Sławkowa i Samuela Nitscha (z Wielkiej Łomnicy). Od nazwiska pierwszego z nich, najbardziej zaangażowanego, wywodzi się pierwotna nazwa Weszterovo, nazwa niemiecka pozostała niezmieniona i również upamiętnia Wesztera. Na początku miejscowość miała być przeznaczona dla turystów, uzdrowiskiem została od 1897 r. W 1902 r. z inicjatywy nowego naczelnego lekarza Michaela Guhra juniora powstało pierwsze sanatorium. Guhr spopularyzował też miejscowość jako ośrodek narciarski i bobslejowy.
Dzisiaj wszystkie budynki sanatoryjne są objęte Zakładem Leczniczym im. Jiříego Wolkera (Liečebný ústav Jiřího Wolkera), łącznie z wybudowanym w 1912 r. Tatrzańskim Domem położonym o 600 m od centrum osiedla w kierunku Tatrzańskich Zrębów. W Tatrzańskiej Polance leczone są gruźlica, astma i choroba Gravesa-Basedowa.
Oprócz Drogi Wolności (przy której znajduje się przystanek autobusowy) przez Tatrzańską Polankę przebiega linia kolei elektrycznej („elektriczki”) ze Szczyrbskiego Jeziora do Tatrzańskiej Łomnicy i Popradu. Stacja kolejki jest położona na wysokości 985 m. Przy poczcie od Drogi Wolności odgałęzia się droga do Gierlachowa. Z Tatrzańskiej Polanki biegnie również droga do hotelu górskiego „Śląski Dom” w Dolinie Wielickiej, niedostępna dla samochodów i funkcjonująca jako szlak rowerowy.
Mieszkał tu portrecista i pejzażysta tatrzański Andor Boruth. W tutejszym sanatorium przebywał czeski bajkopisarz Jiří Wolker. W leśnym parku, w którym Wolker lubił wypoczywać, w 1949 r. postawiono jego popiersie dłuta V. Kýna.

## Szlaki turystyczne
– zielony szlak z Tatrzańskiej Polanki dnem Doliny Wielickiej, prowadzący do hotelu górskiego „Śląski Dom” i dalej na przełęcz Polski Grzebień. Czas przejścia do Śląskiego Domu: 2:05 h, ↓ 1:35 h